# Live in Japan (Blue Murder)
Live In Japan è un bootleg live dei Blue Murder, pubblicato nel 1994. Le tracce sono state registrate ad Ariake, Tokyo, durante il concerto del 20 agosto 1989.

## Tracce

### CD 1
1. Riot - 7:49
2. Valley Of The Kings - 9:37
3. Out Of Love - 8:40
4. Unreleased Instrumental - 4:17
5. Tony Franklin Solo - 8:00
6. Billy - 7:07
7. Ptolemy - 9:56
8. Riot (Demo) - 7:11
9. Rockin' And Rollin' Our Lifes Away (Demo) - 4:47
10. Ptolemy (Demo) - 7:08

### CD 2
1. Jerry Roll - 8:31
2. Carmine Appice Solo - 9:17
3. Hot Legs - 5:29
4. Still Of The Night - 10:56
5. Closer - 4:46
6. Purple Haze - 5:02
7. Blue Murder - 15:04
8. Out Of Love (Demo) - 5:36
9. Lady Luck (Demo) - 5:50